# Monastère de l'Épiphanie-Saint-Abraham
Le monastère de l'Épiphanie-Saint-Abraham (Авраа́миев Богоявле́нский монасты́рь) est l'un des monastères d'hommes parmi les plus anciens de Russie. Ce monastère orthodoxe se trouve à Rostov-le-Grand dans l'Anneau d'or. Ancien monastère-forteresse, il était entouré de remparts, détruits aujourd'hui. C'est désormais un monastère de femmes. 

## Histoire
La tradition de la fondation du monastère repose sur La Vie d'Abraham de Rostov selon laquelle se trouvait à son emplacement une statue de pierre de l'idole Vélès vénérée par les habitants du lieu. Elle est détruite grâce à l'apôtre Jean, dont la vision est apparue par les prières d'Abraham de Rostov. Abraham construit une église et un monastère à l'emplacement du temple païen. 
En science historique, la question du moment et des circonstances de la fondation du monastère est considérée comme controversée. Les historiens Evgueni Goloubinski et Arsène Kadloubovski ont refusé de considérer Abraham comme le fondateur du monastère (monastère qui a été mentionné pour la première fois dans la Chronique laurentienne en 1261) et le considèrent comme une figure du XIVe siècle, alors que la Vie d'Abraham de Rostov date du XVe siècle.

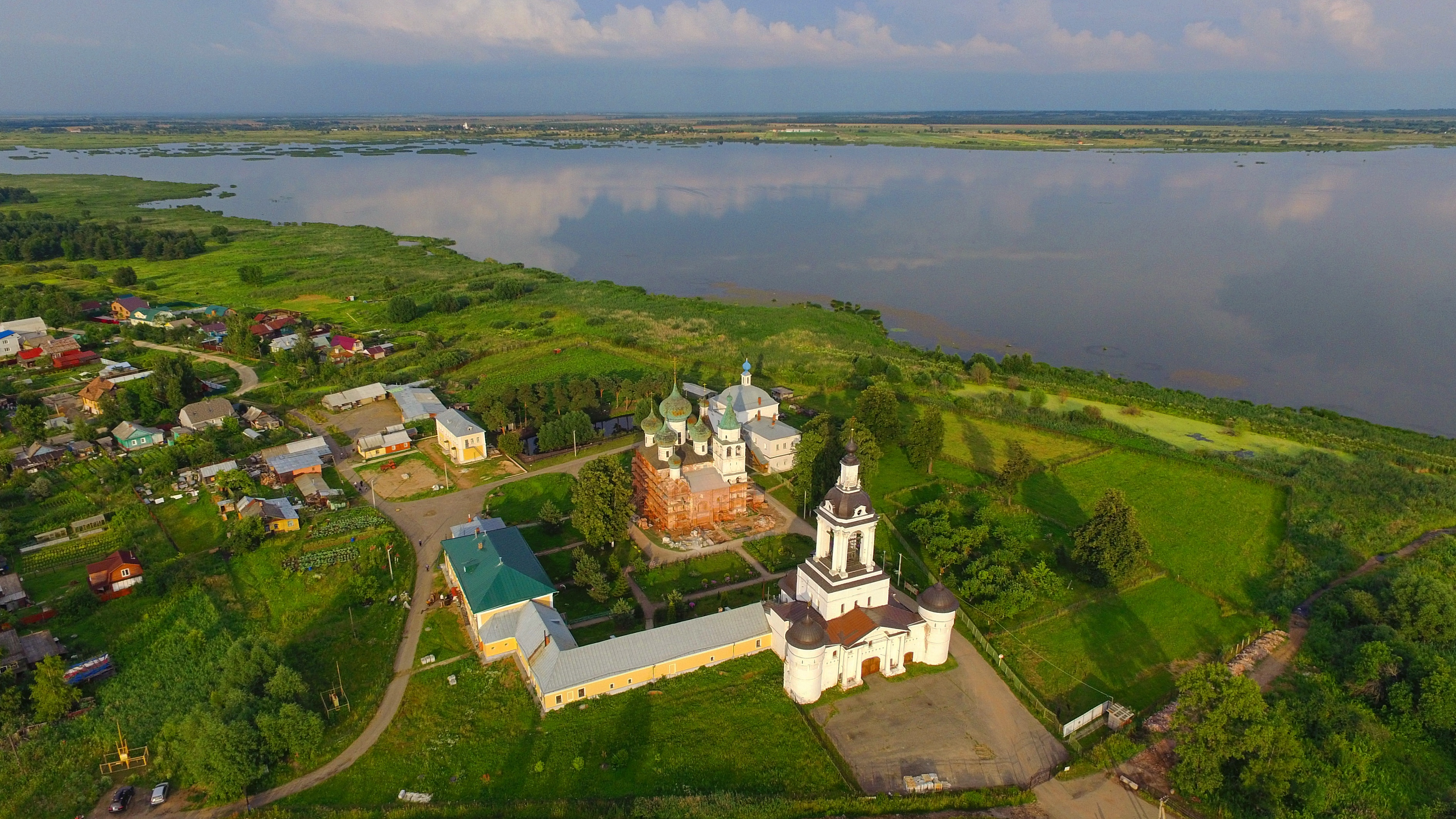
Vue aérienne.

La crosse d'Аbraham à longtemps été conservée au monastère. Avant sa campagne de Kazan, Ivan le Terrible effectue un pèlerinage au monastère et prend la crosse. Après la prise de Kazan en 1552, il fait construire une nouvelle église en 1553-1555 au monastère sous le vocable de l'Épiphanie du Seigneur.   
Pendant le temps des troubles, le monastère est mis à sac par les Polonais. Au milieu du XVIIe siècle, l'archimandrite Jonas fait construire l'église de la Présentation (1650) et l'église-porte Saint-Nicolas (fin du XVIIe siècle).  
Au milieu du XVIIIe siècle, le monastère Saint-Jacques de Rostov grâce à la canonisation de Dimitri de Rostov est le plus fameux et l'Épiphanie-Saint-Abraham est au second plan, bien que des membres de la famille impériale, Jean de Cronstadt et Tikhon de Moscou le visitent.

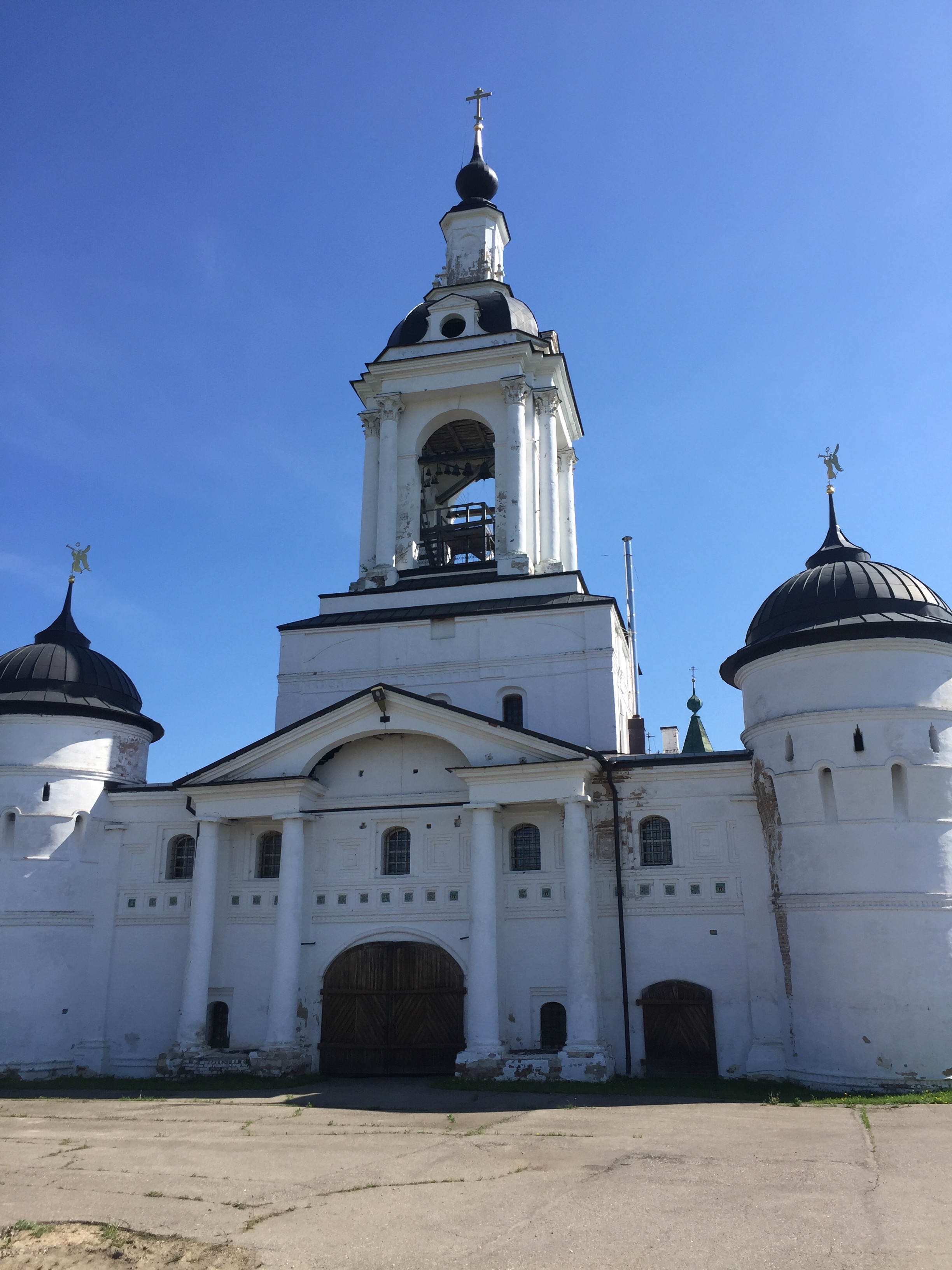
Église Saint-Nicolas.

En 1923, une association religieuse est formée par les autorités pour succéder aux moines. Son supérieur est l'archimandrite Néophite (Korobov). Elle est obligée en 1926 de céder le monastère au musée des antiquités de Rostov, tandis que l'association subsiste jusqu'au 16 juillet 1929. Certains ecclésiastiques servent ensuite à la cathédrale de l'Assomption de Rostov. Les remparts sont détruits en 1930. L'église de l'Épiphanie est transformée en grange à grains, l'église Saint-Nicolas en cantonnement militaire et l'église de la Présentation en jardin d'enfants et à la fin en station de dégrisement !
À la fin du XXe siècle, l'ensemble est dans un état pitoyable.

## Aujourd'hui
En 1993, une partie est rendue au culte avec une petite communauté dirigée par le prêtre Viatcheslav Savinikh. En 2004, le Saint-Synode de l'Église orthodoxe russe donne sa bénédiction pour la formation du monastère féminin de l'Épiphanie-Saint-Abraham de l'éparchie de Iaroslavl.

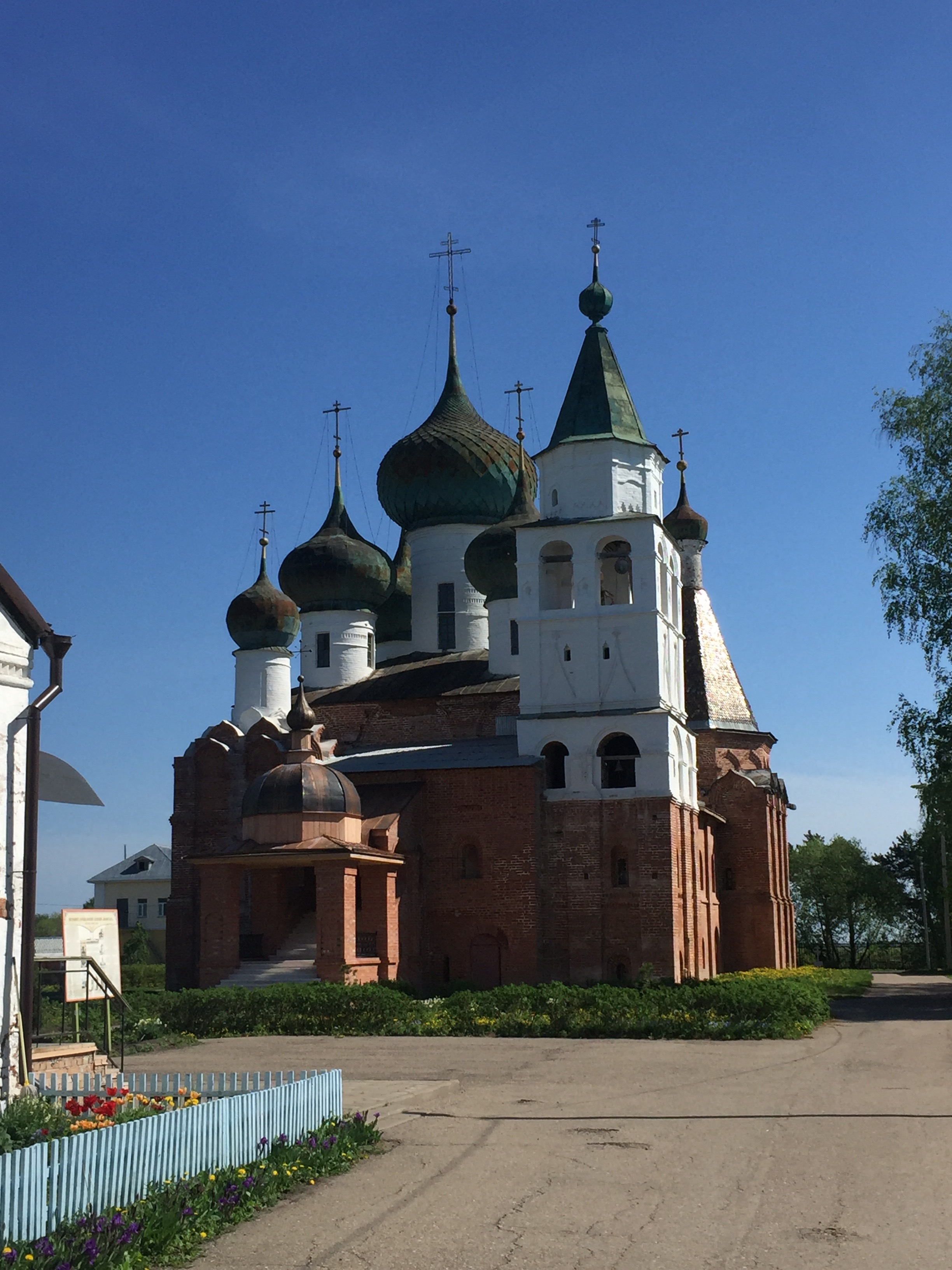
Église de l'Épiphanie.

## Édifices conservés
- Église-catholicon de l'Épiphanie (1553—1555)
- Église de la Présentation (1650 avec des aménagements ultérieurs)
- Église-porte Saint-Nicolas avec deux tours (fin du XVIIe siècle)